# Gradisca (Spilimbergo)
Gradisca di Spilimbergo (Gradiscja di Spilinberc in friulano) è una piccola frazione del comune italiano di Spilimbergo, nella provincia di Pordenone, in Friuli-Venezia Giulia.

## Geografia fisica
Gradisca si trova a 5km a sud di Spilimbergo, in una zona pianeggiante ricca di boschi, orti e terreni agricoli. Leggermente più a sud del villaggio scorre il torrente Cosa, mentre ad est scorre il fiume Tagliamento.

## Origini del nome
Il toponimo di Gradisca deriva da 'Gradišče' o 'Grad', termine di origine slava che significa "città" ma anche "luogo difeso", "altura fortificata", stando ad indicare l'importante ruolo difensivo che il castelliere ha avuto in passato.

## Storia
Si dice che il castelliere protostorico di Gradisca sia stato fondato intorno all'XI secolo a.C., a controllo delle due importanti vie d'acqua che erano il Cosa ed il Tagliamento, vivendo fasi alternanti fra declino e prosperità per quasi 1500 anni. Sulla riva opposta del Tagliamento, proprio di fronte al castelliere di Gradisca, si trovava il castelliere di Bonzicco, e insieme questi due controllavano tutte le vie di traffico che si incrociavano in quella zona.
Verso la fine del X secolo a.C. venne eretto un grande terrapieno che trasformò il villaggio radicalmente, fino a farlo diventare una vera e propria fortezza. Il periodo di massimo sviluppo avvenne tra il VI ed il V secolo a.C., grazie agli scambi commerciali con gli empori greco-etruschi del delta del Po. Verso il IV secolo a.C. questo periodo di sviluppo si arrestò bruscamente quando le rotte commerciali cambiarono a causa dell'espansione etrusca e della fondazione di nuove città nella pianura veneta. La vita nel castelliere riprese lentamente solo quando venne eretta una villa romana al suo interno, tra il I secolo a.C. e il I secolo d.C.. Tuttavia, la vita riprenderà a pieno durante il Medioevo, grazie all'arrivo ed allo stabilimento di alcune popolazioni slave chiamate dal patriarca di Aquileia, dalle quali il villaggio ottenne il nome attuale di Gradisca.
Una delle prime testimonianze documentate del castelliere di Gradisca risale al 1213, con "Colo et Stephanus fratres de Gradisca", presenti nel momento in cui l'abate di Moggio conferì al signore di Spilimbergo, Walterpertoldo I, l'avocazia di Dignano. Stephanus presenziò anche alla divisione dei beni feudali tra Otto Bregonia di Spilimbergo e i suoi figli, Brigonissio e Walterpertoldo II, avvenuta il 21 febbraio 1244. Tra i beni feudali da spartire era compresa anche la villa Gradische. Nel 6 aprile 1290 Walterpertoldo II di Spilimbergo regolamentò il servizio gratuito di passo a barca tra Gradisca e Bonzicco, un altro villaggio fortificato situato sulla sponda opposta del Tagliamento, mettendo inoltre a disposizione dei viandanti e dei pellegrini l'hospitium annesso.
Intorno a questo periodo venne costruita anche la Parrocchia di Santo Stefano, che era inizialmente soggetta alla Parrocchia di Provesano e costituì insieme ad essa un'unica realtà parrocchiale fino al 1858.

## Monumenti e luoghi d'interesse

### Chiesa di Santo Stefano

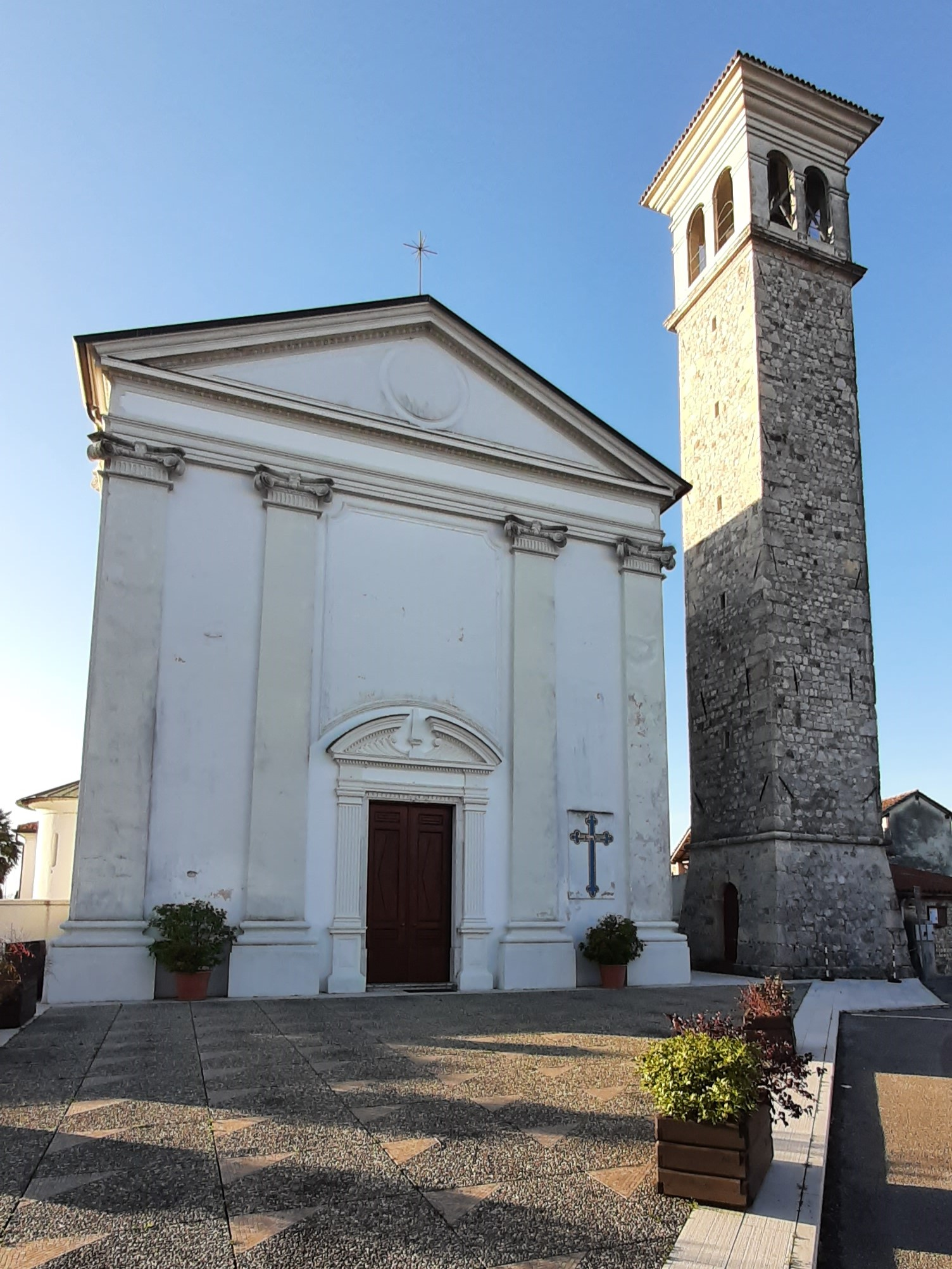
Facciata principale della Chiesa di Santo Stefano e il suo campanile.

Ne si ha una prima menzione all'interno di un documento risalente al 1291, periodo durante il quale era soggetta alla Parrocchia di Provesano e costituiva con essa un'unica realtà parrocchiale. Nel 1744 venne approvato dal vescovo Jacopo Maria Erizzo e dal luogotenente della patria friulana Tomaso Michel un patto con il quale venne regolata l'officiatura delle chiese di Santo Stefano e San Leonardo.
Nella prima metà dell'Ottocento la chiesa venne ricostruita in stile neoclassico, e venne annessa anche una torre campanaria. La facciata della chiesa è tripartita da lesene e termina con un timpano. Un portale archivoltato funge da entrata e porta all'aula rettangolare interna. La sagrestia, due cappelline semicircolari e la centrale termica si trovano al lato sud della chiesa, mentre lungo le pareti sono addossati due altari. L'acquasantiera del Pilacorte all'interno della chiesa risale al 1501, mentre l'organo a canne fu costruito nel 1997 dalla bottega Francesco Zanin di Codroipo.
Nel 1858 la chiesa si liberò dalla sottomissione alla Parrocchia di Provesano, e il 1º giugno 1959 ottenne il titolo di parrocchia grazie ad un decreto proposto dal vescovo Vittorio De Zance. Fu consacrata nel 1872.
Una registrazione audio del campanile in funzione può essere ascoltata qui.

### Chiesetta della Madonna di Fatima

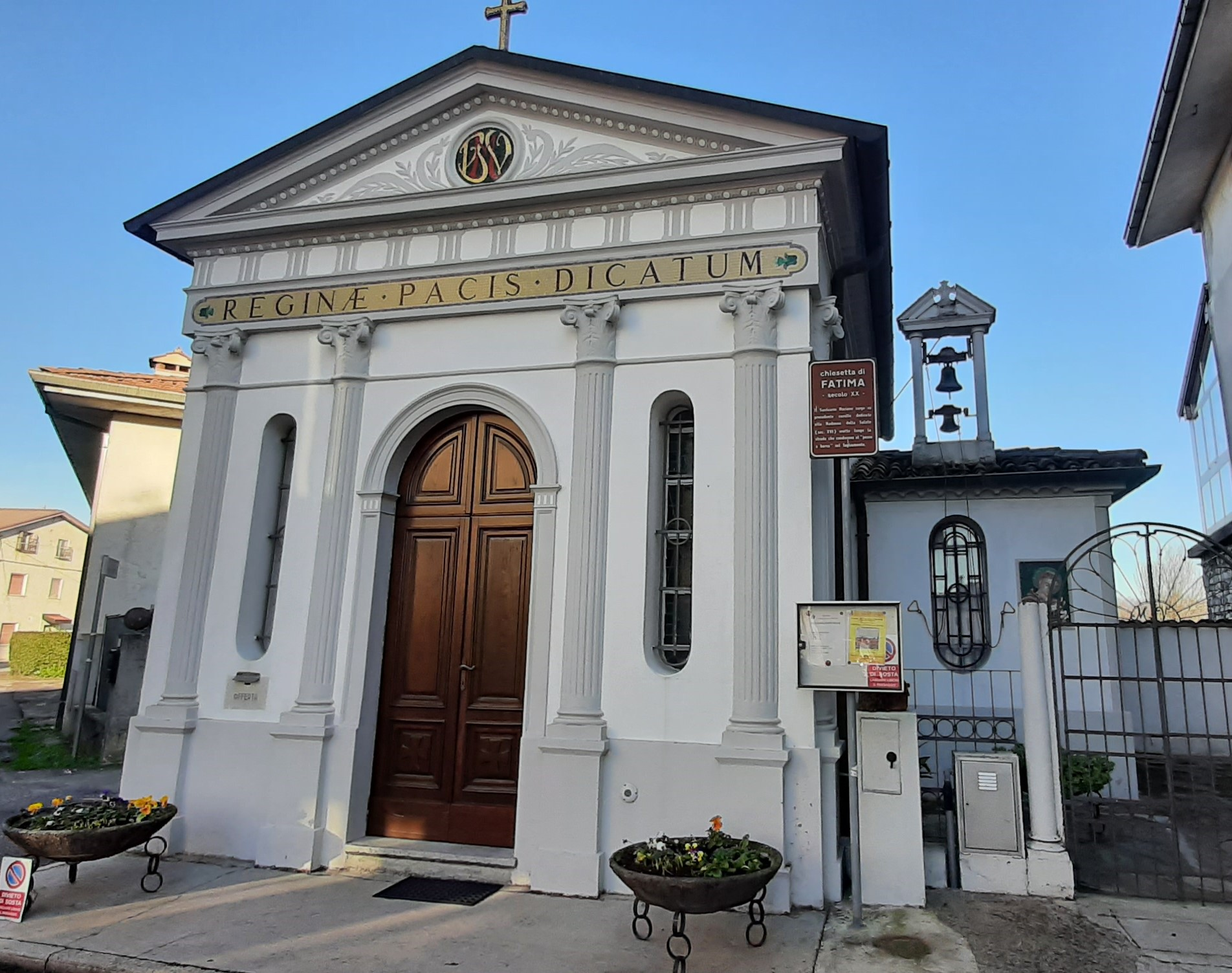
Facciata principale della Chiesetta della Madonna di Fatima.

Fu costruita nel 1944-45 per volere di don Umberto Berti e grazie all'aiuto del popolo. Fu restaurata più volte nel corso della sua storia: nel 1971 in occasione del 25esimo anniversario dalla sua fondazione; nel 1987 per ripristinare i danni causati dal sisma del 1976; e nel 2007 e nel 2016 in seguito al Centenario della Grande Guerra e in vista del Centenario delle Apparizioni di Fatima.
L'edificio è in stile neoclassico. La facciata è ripartita da quattro semicolonne scanalate con capitelli in stile corinzio, elevate su piedistalli che reggono il timpano con occhio decorato dal monogramma mariano in mosaico. Nel fregio è presente la scritta "REGINÆ PACIS DICATUM", anch'essa realizzata in mosaico. Sul tetto della chiesa si erge un campaniletto a vela. All'interno, le pareti sono scandite da lesene con capitelli che reggono il soffitto leggermente voltato. Sulla parete di fondo si eleva l'altare sovrastato dalla nicchia contenente l'immagine della Madonna di Fatima. All'interno della sacrestia si trova l'immagine miracolosa della Vergine con Bambino, invocata sotto il titolo della Madonna della Salute.

### Parrocchia ortodossa romena di San Giovanni Battista(Parohia Sfântul Ioan Botezătorul)

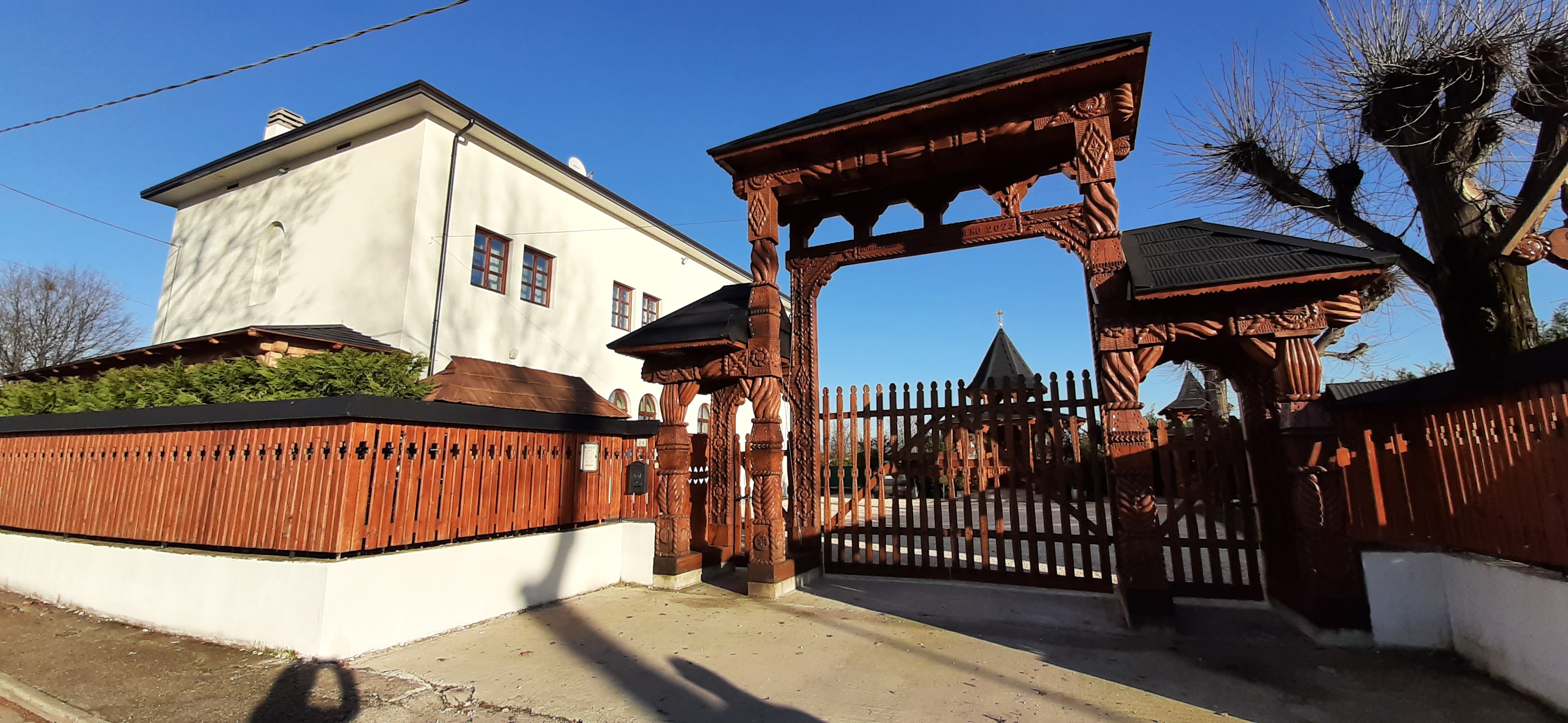
Focus sulle strutture decorative in legno che recintano la Parrocchia.

L'edificio fu costruito attorno al 1964 ed ospitò per oltre mezzo secolo una scuola elementare. Nel 2019 l'edificio fu venduto dal Comune di Spilimbergo alla Diocesi ortodossa romena d'Italia ed in seguito trasformato in un luogo di culto per numerosi cristiani ortodossi. I lavori di ristrutturazione e ammodernamento sono tuttora in corso. In particolare, al piano terra dell'edificio è stata sistemata una cappella dotata di una iconostasi scolpita in legno di tiglio, di poliacrilici, di arredi e di oggetti liturgici; il cortile esterno è stato decorato con una massiccia croce di quercia, in stile Maramureș, e con un campanile con due piccole campane; e la recinzione precedente è stata sostituita con un'altra scolpita nel legno, assieme ad un massiccio portone, con la scritta "Monastero Ortodosso Romeno 2023" intagliata sulla trave sovrastante il cancello d'ingresso.
Nel settembre del 2021 ottenne ufficialmente il titolo di monastero, e venne dedicato alla "Nascita della Madre di Dio" (Mănăstirea "Nașterea Maicii Domnului").

### Il Cubo

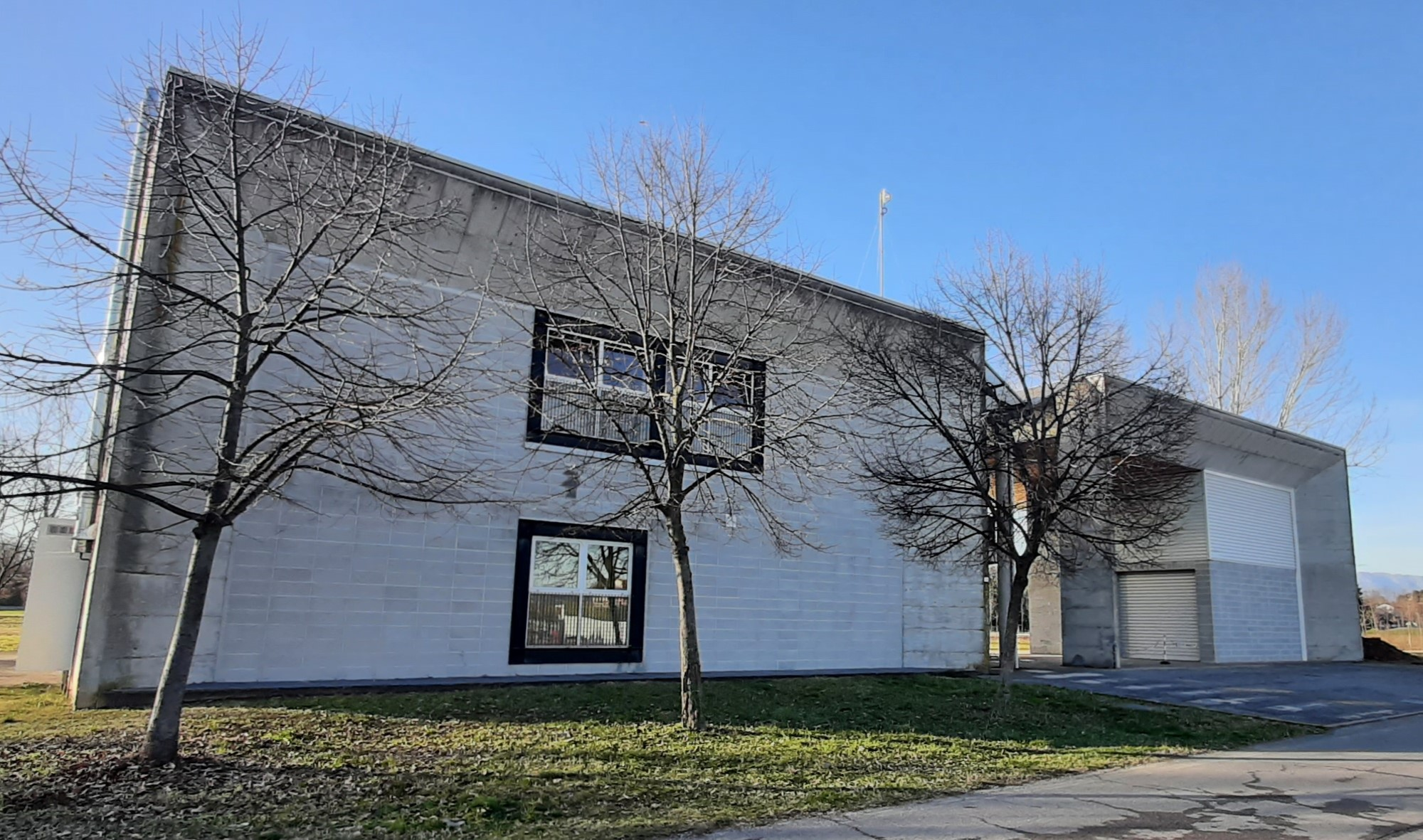
Il Cubo visto dall'esterno.

È un grande edificio costruito negli anni ’90 nel quale spesso vengono organizzate feste di compleanno, pranzi di comunioni e cresime, cene di paese, riunioni, ed altre manifestazioni. In più, nella piccola biblioteca al suo interno vengono solitamente ospitati eventi di letture per adulti e bambini, in collaborazione con la Biblioteca Civica del Comune di Spilimbergo.
Il Cubo si trova di fianco al parco giochi del paese, il quale comprende anche un campo da pallavolo, uno da calcio, ed uno da bocce.
Il nome “Cubo” deriva dalla sua caratteristica struttura a forma cubica.

### Cjasa di Doro
Piccola abitazione borghese che risale al '700. Si dice che Napoleone Bonaparte abbia pernottato al suo interno.

### Asilo Nido "Il Mignolo"
In via Monte Nero, a due passi da Piazza Gorizia, si trova il Nido d'Infanzia "Il Mignolo" (originariamente chiamato Asilo di Santa Teresa del Bambino Gesù), che è ora amministrato e gestito dalla Società Cooperativa Sociale DUEMILAUNO AGENZIA SOCIALE.
Il Nido è aperto tutto l'anno, tranne il mese di agosto. La struttura accoglie ogni anno fino ad un massimo di 50 bambini, che vanno dai 3 mesi ai 3 anni di età, e che vengono divisi in tre sezioni principali in base all'età e al loro sviluppo psicofisico: lattanti (da 3 a 12 mesi), semidivezzi (da 13 a 24 mesi), e grandi (25 a 36 mesi).

### Monumento ai caduti
Al centro di Piazza Gorizia si innalza un monumento dedicato ai soldati gradiscani caduti per la patria tra il 1915 e il 1918, durante la Grande Guerra.

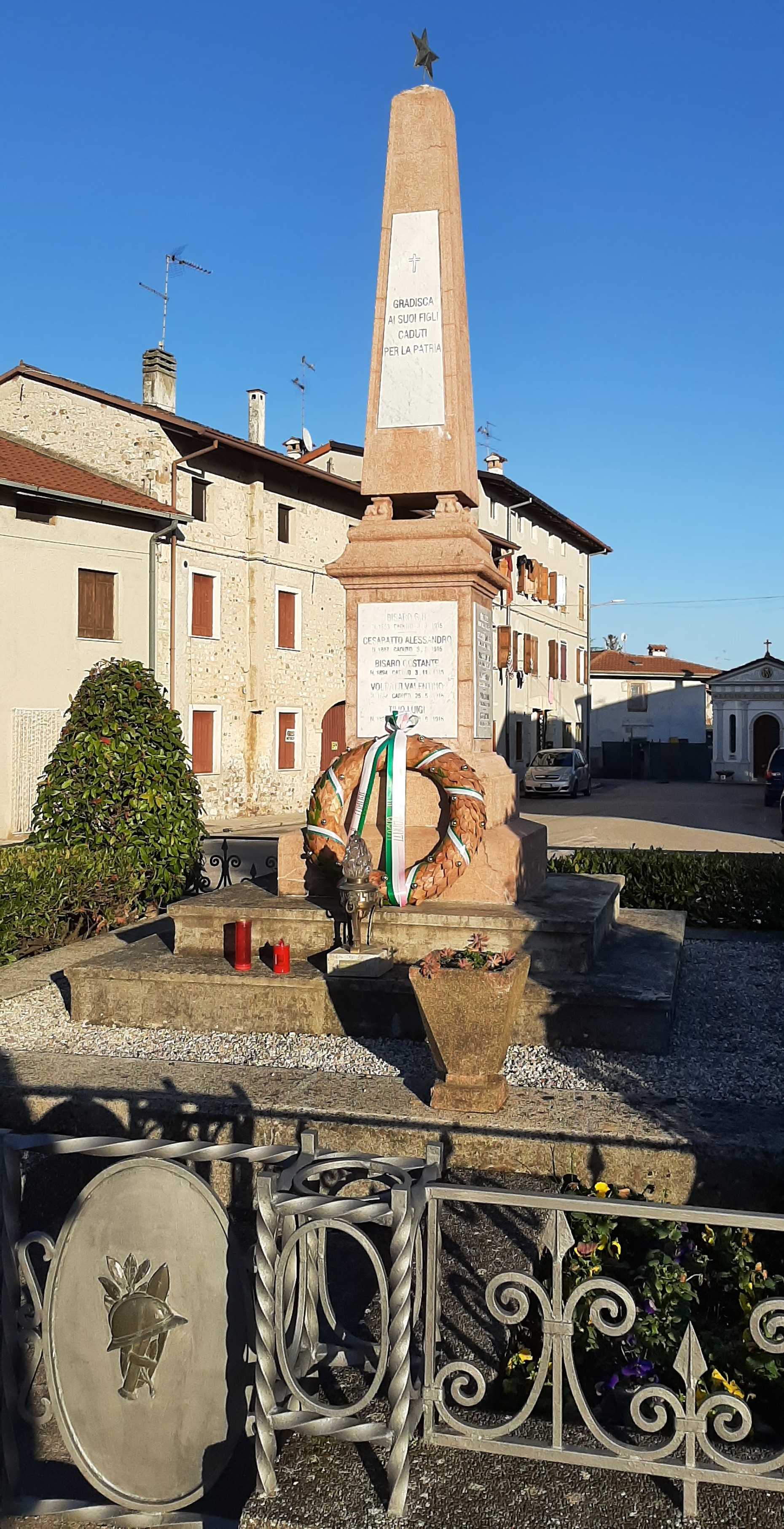
Foto di una delle quattro facce del monumento. Da notare anche la Chiesetta di Fatima sullo sfondo a destra.

## Società

### Evoluzione demografica
A Gradisca risiedono 411 abitanti (dati aggiornati al 2014), di cui 212 maschi e 199 femmine.
| Età     | 0-4 | 5-9 | 10-14 | 15-19 | 20-24 | 25-29 | 30-34 | 35-39 | 40-44 | 45-49 | 50-54 | 55-59 | 60-64 | 65-69 | 70-74 | >74 |
| ------- | --- | --- | ----- | ----- | ----- | ----- | ----- | ----- | ----- | ----- | ----- | ----- | ----- | ----- | ----- | --- |
| Maschi  | 9   | 7   | 8     | 9     | 13    | 17    | 14    | 18    | 14    | 19    | 11    | 14    | 12    | 10    | 18    | 19  |
| Femmine | 6   | 13  | 9     | 11    | 8     | 11    | 13    | 12    | 11    | 16    | 9     | 15    | 14    | 15    | 11    | 25  |
| Totale  | 15  | 20  | 17    | 20    | 21    | 28    | 27    | 30    | 25    | 35    | 20    | 29    | 26    | 25    | 29    | 44  |

### Etnie e minoranze straniere
A Gradisca risiedono 56 abitanti stranieri (dati aggiornati al 2014), tra cui 34 provengono dall'Africa, 21 provengono da altri paesi europei, e 1 proviene dall'Asia.
| Età     | 0-29 | 30-54 | >54 |
| ------- | ---- | ----- | --- |
| Maschi  | 19   | 14    | 0   |
| Femmine | 12   | 9     | 2   |
| Totale  | 31   | 23    | 2   |

### Lingue e dialetti
A Gradisca, oltre alla lingua italiana, la gran parte degli abitanti conosce e parla la lingua friulana. Il friulano parlato nel paese rientra fra le varianti del friulano occidentale. Tra le altre lingue minoritarie presenti ritroviamo anche l'albanese, il romeno e il francese.

### Religione
La religione praticata dalla maggior parte degli abitanti è il cattolicesimo, tuttavia è presente anche una minoranza di cristiani ortodossi.